# Lili Gesler
Lili Gesler (* 22. Oktober 1980 in Budapest) ist eine ungarische Schauspielerin.

## Leben und Karriere
Lili Gesler studierte von 1999 bis 2002 an der Universität für Musik und Darstellende Kunst in Wien. 2003 erhielt sie ihr postgraduiertes Diplom an der Central School of Speech and Drama in London. Ihre Karriere begann 2000 mit einer Rolle in der österreichischen Krimi-Reihe Trautmann (Folge Wer heikel ist bleibt übrig). Danach wirkte sie in zahlreichen ungarischen und englischen Projekten mit, bevor sie 2009 an der Seite von Alexandra Neldel als Madeleine in Die Wanderhure zu sehen war. 2011 spielte sie die weibliche Hauptrolle in Stewart Copelands Arena-Spektakel Ben Hur Live. Außerdem war Gesler von 2011 bis 2012 in der ARD-Telenovela Sturm der Liebe als Elena Majoré zu sehen.

## Filmografie (Auswahl)
- 2000: Trautmann (Fernsehreihe, Episode: Wer heikel ist bleibt übrig)
- 2003: The Salmon of the St Laurence Rivers
- 2005: Csudafilm
- 2007: Der Henker
- 2007: Robin Hood (Fernsehserie)
- 2008: Das Buch von Dorka
- 2009: Die Wanderhure (Fernsehfilm)
- 2010: Gerichtsmediziner Dr. Leo Dalton (Silent Witness, Fernsehserie)
- 2010–2011: Jóban Rosszban (Fernsehserie)
- 2011: Die Legende
- 2011–2012: Sturm der Liebe (Telenovela)
- 2013: Hubert und Staller (Fernsehserie, Episode: Unhaltbar)
- 2014: Die Rosenheim-Cops – Mord nach allen Regeln der Kunst

## Theater (Auswahl)
- 1999/2000: Romeo und Juliet – Julia
- 2004/05: The Sound of Music – Lisl
- 2006: Viel Lärm um Nichts – Hero
- 2007: Brilliant traces – Rosannah (Budapesti Kamara Színház)
- 2008: Madame Poe – Miss Poe (Sirály Budapest)
- 2009: Ben Hur Live – Esther (O2 Arena London, Olympiahalle München)
- 2011: Blood brothers – Mia (On tour)